# Горићи
Горићи су насељено мјесто у Лици. Припадају граду Оточцу, у Личко-сењској жупанији, Република Хрватска.

## Географија
Горићи су удаљени око 10 км југозападно од Оточца.

## Становништво
Према попису из 1991. године, насеље Горићи је имало 43 становника, међу којима је било 36 Срба, 5 Хрвата и 2 осталих. Према попису становништва из 2001. године, Горићи су имали 25 становника. Горићи су према попису становништва из 2011. године, имали 22 становника.
| Националност       | 1991. | 1981. | 1971. | 1961. |
| Срби               | 36    | 45    | 108   | 148   |
| Хрвати             | 5     | 137   | 179   | 175   |
| Југословени        |       | 21    |       |       |
| остали и непознато | 2     | 2     |       |       |
| Укупно             | 43    | 205   | 287   | 323   |

| Демографија | Демографија | Демографија |
| Година      | Становника  | Становника  |
| ----------- | ----------- | ----------- |
| 1961.       | 323         |             |
| 1971.       | 287         |             |
| 1981.       | 205         |             |
| 1991.       | 43          |             |
| 2001.       | 25          |             |
| 2011.       |             | 22          |